# Tadeusz Wilczok
Tadeusz Marian Wilczok (ur. 22 czerwca 1934 w Katowicach, zm. 7 sierpnia 2015 w Żerkowicach) – polski biochemik, profesor nauk przyrodniczych, nauczyciel akademicki, rektor Śląskiej Akademii Medycznej w kadencjach 1999–2005.

## Życiorys
W 1956 uzyskał tytuł magistra chemii na Wyższej Szkoły Pedagogicznej w Katowicach. Następnie odbył studia podyplomowe w Centralnym Laboratorium Syntezy Organicznej Akademii Nauk w Moskwie. W 1960 otrzymał na Uniwersytecie Łódzkim stopień naukowy doktora nauk przyrodniczych, a w 1963 stopień naukowy doktora habilitowanego nauk przyrodniczych. Tytuł profesora nadzwyczajnego otrzymał w 1974, tytuł naukowy profesora zwyczajnego – w 1985.
Początkowo zatrudniony w Pracowni Biochemii Zakładu Biologii Nowotworów Instytutu Onkologii w Gliwicach. W 1966 rozpoczął pracę na Śląskiej Akademii Medycznej, obejmując kierownictwo Katedry Chemii Ogólnej na Wydziale Lekarskim w Zabrzu. W 1968 objął funkcję pełnomocnika rektora ds. organizacji Wydziału Farmaceutycznego w Sosnowcu. W 1971 na nowo powstałym wydziale farmaceutycznym został dyrektorem Instytut. Chemii i Fizyki Medycznej. W latach 1971–1972 tymczasowo pełnił obowiązki dziekana Wydziału Farmaceutycznego, w latach 1973–1976 był prodziekanem, w latach 1984–1989 i 1991–1996 dziekanem Wydziału Farmaceutycznego i Oddziału Analityki Medycznej w Sosnowcu. W latach 1996–1999 był prorektorem ds. nauki. Od 1996 był również kierownikiem Katedry Biologii Molekularnej, Biochemii i Biofarmacji oraz Zakładu Biologii Molekularnej i Genetyki.
Działalność naukowo-badawcza koncentrowała się wokół fizykochemia i aktywność biologiczna biopolimerów (DNA, melaniny), ocena aktywności biologicznej leków i ksenobiotyków oraz zastosowanie technik biologii molekularnej i inżynierii genetycznej w diagnostyce klinicznej nowotworów.
Promotor 140 prac magisterskich, 60 doktoratów, opiekun 17 habilitacji, recenzent 86 prac doktorskich, 28 rozpraw habilitacyjnych.
Członek założyciel Polskiego Towarzystwa Biofizycznego, członek Polskiego Towarzystwa Onkologicznego, Polskiego Towarzystwa Biochemicznego (od 1958), Polskiego Towarzystwa Lekarskiego (od 1958), Polskiego Towarzystwa Farmaceutycznego (od 1973), Polskiego Stowarzyszenia Filmu Naukowego (od 1966), Society of Environmental Toxicology and Chemistry, The New York Academy of Sciences, International Society of Magnetic Resonance, European Association of Pharma Biotechnology. Członek PAN oraz Francuskiej Akademii Nauk Farmaceutycznych (wybrany w 1998). W październiku 2001 został powołany w skład Rady Naukowej przy Ministrze Zdrowia.
W roku 2004 przeszedł na emeryturę. Zmarł w wieku 81 lat. Pochowany na cmentarzu w Rudzie Śląskiej.
Odznaczony Krzyżami Komandorskim i Kawalerskim Orderu Odrodzenia Polski, Złotym Krzyżem Zasługi, Medalem Komisji Edukacji Narodowej, Medalem 40-lecia PRL, odznaką „Za wzorową pracę w służbie zdrowia”, złotą i srebrną odznakami „Zasłużony w rozwoju województwa katowickiego”, Orderem Honorowym „Laur 50-lecia ŚAM”, Złotą Odznaką Zasłużonemu dla Województwa Śląskiego, Doktor honoris causa ŚAM (2003).

## Kontrowersje
W 2005 wyszła na jaw informacja że prowadzona przez niego Fundacja Rozwoju Nauk Farmaceutycznych "Fides" prowadziła odpłatne kursy dot. zielarstwa dla studentów wydziału farmacji ŚAM, którego był rektorem.
W 2013 został skazany przez Sąd Apelacyjny w Katowicach na rok pozbawienia wolności w zawieszeniu na dwa lata pod zarzutem niegospodarności. Podczas urzędowania na stanowisku rektora doprowadził do zakupu od Banku Śląskiego reprezentacyjnego budynek przy ul. Warszawskiej w Katowicach za znacznie zawyżoną kwotę wynoszącą 10 mln oraz wzięcia kredytu w wysokości 40 mln na dokończenie budowy Akademickiego Centrum Medycznego w Zabrzu. Prokuratura uznała, że zaciągnięcie pożyczki na wznowienie budowy Akademickiego Centrum Medycznego w Zabrzu przy uwzględnieniu, na jakim znajdowała się etapie, było niecelowe i niegospodarne. Natomiast przed nabyciem budynku pod rektorat należało zamówić operat szacunkowy, a nie płacić cenę określoną przez sprzedającego.

## Źródła
- Barbara Gruszka, Wilczok Tadeusz Marian, Biblioteka Śląskiego Uniwersytetu Medycznego w Katowicach, Hasła bibliograficzne, 30.09.2015.

- Prof. Tadeusz Marian Wilczok, [w:] baza „Ludzie nauki” portalu Nauka Polska (OPI PIB) [dostęp 2021-10-11].
- Prof. zw. dr hab. n. przyr. Tadeusz Marian Wilczok, [w:] Poczet Rektorów SUM. 70 lat Śląskiego Uniwersytetu Medycznego w Katowicach, 2007.
- Tadeusz Wilczok w Encyklopedii Zagłębia Dąbrowskiego